# جيم تومسون (قسيس)
جيم تومسون (بالإنجليزية: Jim Thompson)‏ هو قسيس بريطاني، ولد في 11 أغسطس 1936 في برمنغهام في المملكة المتحدة، وتوفي في 19 سبتمبر 2003 في ديفون في المملكة المتحدة.